# Zapuntel
Zapuntel (italsky Zapuntello) je malá vesnice a přímořské letovisko v Chorvatsku v Zadarské župě, spadající pod opčinu města Zadar. Je jednou ze tří vesnic na ostrově Molat, a současně je nejmenším sídlem na tomto ostrově. V roce 2011 zde žilo celkem 42 obyvatel. V roce 1991 byli všichni obyvatelé Chorvati.
Jedinou sousední vesnicí je Brgulje.